# Praedecessores nostros
Praedecessores nostros (latim: "Nossos predecessores"; subtitulada Do auxílio à Irlanda) é uma encíclica escrita pelo Papa Pio IX em 25 de março de 1847, alertando sobre a crise da Grande Fome Irlandesa, ocorrida aproximadamente entre 1845 e 1850 e sendo amplamente considerada o maior desastre natural de seu século. A fome teve como origem a destruição generalizada dos campos irlandeses de batata, causada pelo fungo Phytophthora infestans, dos quais dependiam parcela significativa da população. O episódio causou aproximadamente um milhão de mortes. 